# 池本信巳
池本 信巳（いけもと のぶみ、1895年（明治28年）4月26日 - 1982年（昭和57年）3月21日）は、大日本帝国陸軍軍人。最終階級は陸軍主計少将。

## 経歴
1895年（明治28年）に鳥取県で生まれた。陸軍経理学校第7期主計候補生として1917年（大正6年）5月18日に優等卒業し、1926年（大正15年）に陸軍経理学校高等科を優等卒業した。同年4月から1929年（昭和4年）5月まで派遣員外学生として東京帝国大学経済学部で聴講した。1939年（昭和14年）3月9日に陸軍主計大佐に進級し、8月1日に陸軍省経理局建築課長に就任した。1941年（昭和16年）11月に第23軍経理部長に転じて日中戦争に出動した。
1943年（昭和18年）3月1日に陸軍主計少将に進級し、6月10日に陸軍経理学校幹事に着任。1945年（昭和20年）1月29日に東海軍管区経理部長兼第13方面軍経理部長に就任し、終戦時は愛知県名古屋に位置した。
1947年（昭和22年）11月28日、公職追放仮指定を受けた。